# Znanje
Znanje je definirano na razne načine kao:
- činjenice, informacija i vještine koje je osoba stekla iskustvom ili obrazovanjem; teoretsko ili praktično razumijevanje nekog predmeta,
- ukupnost svega poznatog u nekom polju; činjenice i informacije,
- svjesnost ili familijarnost stečena iskustvom neke činjenice ili situacije.

Filozofske debate općenito započinju Platonovom formulacijom znanja kao "opravdanog istinskog vjerovanja". Ne postoji, međutim, općeprihvaćena definicija znanja, niti se neka nazire, i ostaju mnogobrojne natječuće teorije.
Stjecanje znanja involivira složene kognitivne procese: percepciju, učenje, komunikaciju, asocijaciju i zaključivanje. 
Termin znanje se također koristi za označavanje pouzdanog razumijevanja nekog predmeta, uz potencijalnu sposobnost korištenja za specifičnu svrhu.

## Trodijelna analiza znanja
Trodijelna analiza znanja predstavlja standardno definiranje nužnih i dostatnih uvjeta znanja. Ti uvjeti su istinitost, opravdanje i vjerovanje, te se iz toga može formulirati ta tradicionalna definicija znanja kao opravdanog istinitog vjerovanja što se vidi iz sljedeće ekvivalencije:
S zna da p akko:
- (i) p (tj., p je istinit),

- (ii) S vjeruje da p,

- (iii) S ima opravdanje vjerovati da p

Navedeno shvaćanje prvi put se pojavljuje u Platonovu dijalogu Teetet, no ne u analizi sudnog znanja već uz navođenje primjera znanja, npr. određenih stvari upoznavanjem. U svojoj transcedentalnoj analizi izvora znanja Kant zastupa sličnu tezu, određujući znanje (Wissen) kao objektivno dostatno smatranje da je nešto istinito.
Najpoznatiju kritiku trodijelne analize znanja predstavljaju tzv. Gettierovi protuprimjeri, koje je Edmund Gettier iznio u svom članku Je li opravdano istinito vjerovanje znanje 1963. Njegov članak smatra se ujedno i početkom suvremene analize znanja.